# Pîrlița, Soroca
Pîrlița este satul de reședință al comunei cu același nume  din raionul Soroca, Republica Moldova.

## Demografie
Conform recensământului populației din 2004, satul Pîrlița avea 525 locuitori: 520 de moldoveni/români, 3 ruși și 2 ucraineni.